# مارتي ويلفورد
مارتي ويلفورد هو لاعب هوكي الجليد كندي، ولد في 17 أبريل 1977 في كوبورغ في كندا.

## وصلات خارجية
- مارتي ويلفورد على موقع دوري الهوكي الوطني (الإنجليزية)
- مارتي ويلفورد على موقع EliteProspects.com (الإنجليزية)
- مارتي ويلفورد على موقع Eurohockey.com (الإنجليزية)
- مارتي ويلفورد على موقع HockeyDB.com (الإنجليزية)